# Heiko Maas

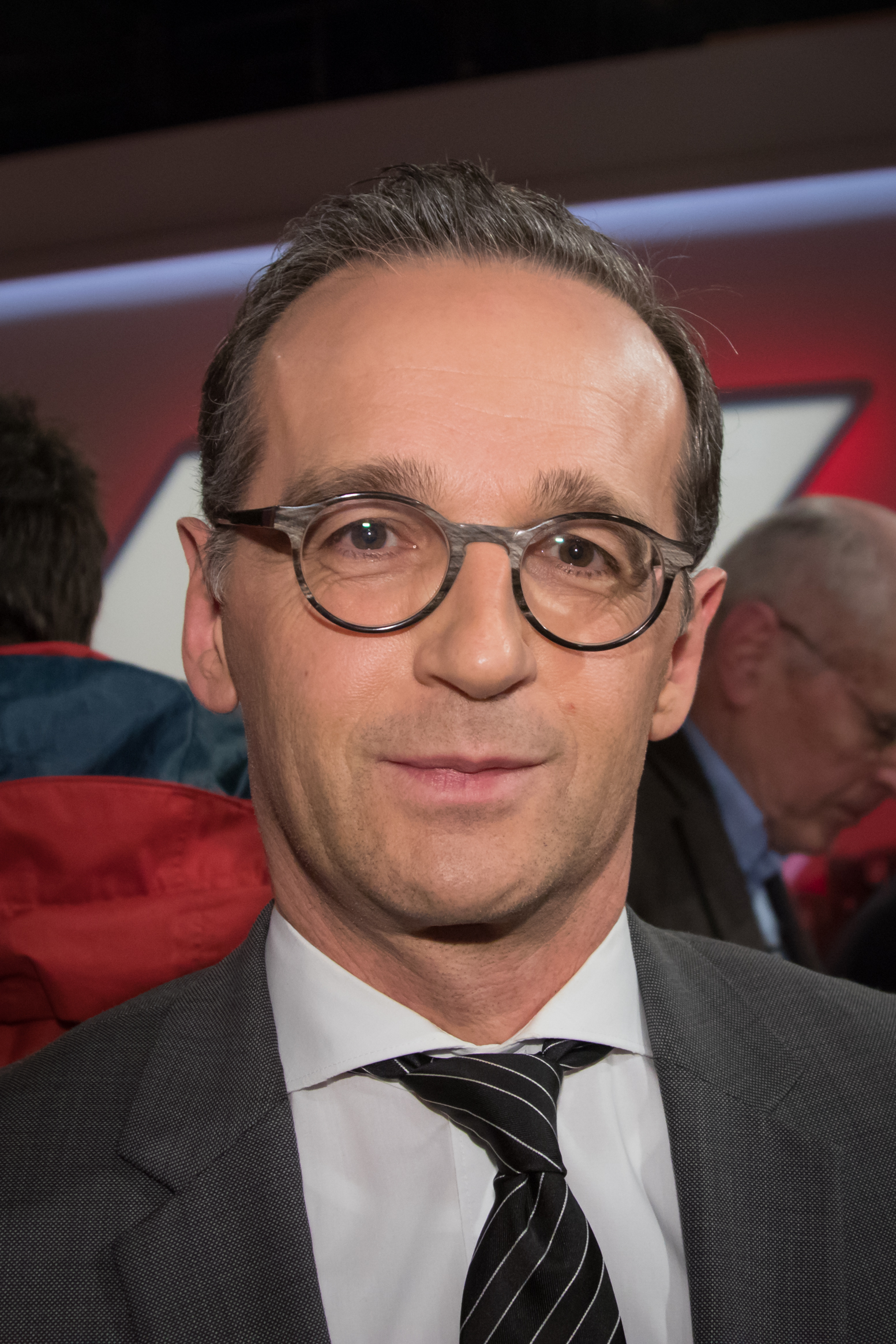
Heiko Maas (2017)

Heiko Josef Maas (n. 19 septembrie 1966, Saarlouis, Republica Federală Germania, Germania) este un politician german (SPD) care din 14 martie 2018 până în 2021 a ocupat funcția de ministru federal al afacerilor externe în cel de-al 4-lea guvern condus de Angela Merkel.
Din 2013 până în 2018 a fost ministru federal al justiției și protecției consumatorului. Anterior, din 2012 până în 2013, a fost vicepremier al statului federal Saarland, precum și ministru al economiei, muncii, energiei și transporturilor în guvernul regional. Tot în Saarland, din 1998 până în 1999, a fost ministru al mediului, energiei și transporturilor.

## Originea, educația și familia (1966-1989)
Heiko Maas a fost cel mai mare dintre cei trei fii ai unui soldat profesionist și a unei croitorese, într-o familie din clasa de mijloc de catolici practicanți, în Saarlouis. El a crescut în spiritul religiei catolice și a fost slujitor la altar, fiind membru activ în uniunea tineretului catolic.
Conform declarației sale cu privire la acele timpuri, multe din valorile întâlnite atunci s-au reflectat în viața sa politică de mai târziu. În 1987 Maas a obținut diploma de bacalaureat la gimnaziul din Völklingen. 
După serviciul militar a lucrat timp de un an ca simplu muncitor la uzinele Ford din Saarlouis. În 1989, el a început să studieze jurisprudența la Universitatea din Saarland, pe care în 1993, cu primul examen de stat,o finalizează. După stagiul legal, printre altele, și la tribunalul districtual din Saarbrücken, obține cel de-al doilea examen de stat în 1996. El este membru al sindicatului IG Metal.
Trăiește separat de soția sa cu care are doi copii. Din 2016 este împreună cu actrița Natalia Wörner. Ia parte la întrecerile de triatlon.

## Cariera politică în SPD

### Perioada Saarland (1989–2013)
În 1989, Maas a devenit student la drept și a intrat în SPD. În 1992 a fost ales ca președinte al tinerilor din SPS, Jusos. Fiind sprijinit de către prim-ministrul landului, Oskar Lafontaine, în 1994 a obținut un loc în parlamentul din Saarland. Ministrul mediului, Willy Leonhardt, l-a numit în 1996 Secretar de stat în Ministerul mediului, energiei și transporturilor, iar în 1998 devine succesorul acestuia ca ministru.
În septembrie 1999, SPD Saarland - al cărui canditat era prim-ministrul de atunci al landului Reinhard Klimmt – după 14 ani de majoritate absolută (Guvernul Lafontaine I, II și III) obține 44.4 la sută din voturi și 25 din 51 din mandate. CDU Saarland, în frunte cu  Peter Müller a primit 45,5 %, și 26 de mandate.
Din moment ce toate celelalte partide nu au reușit intrarea în parlamentul local, CDU a obținut majoritatea absolută de mandate. Maas a fost ales ca liderul opoziției în landul Saarland; el a renunțat cu ocazia plecării din guvern la suma de bani ce i se cuvenea în mod obișnuit în această situație, afirmând că este nevoie de o schimbare urgentă a acestui cadru legal.
În noiembrie 2003, el a fost candidatul SPD - Saarland pentru alegerile de land în anul 2004. La aceste alegeri SPD a primit 30,8% din voturi.
Din noiembrie 2007, Maas face parte din prezidiul SPD, cu rol de consultant. La propunerea fostului președinte SPD , Kurt Beck, a preluat rolul de coordonator între SPD și sindicate.

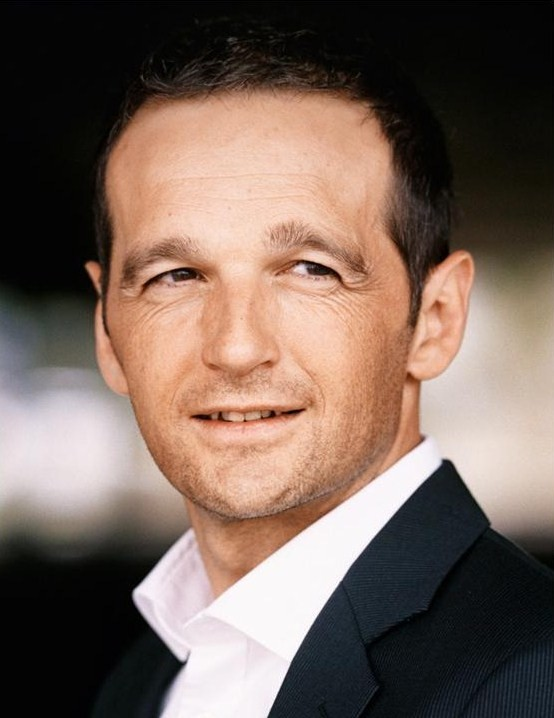
Heiko Maas (2009)

La alegerile de land din august 2009, Maas a fost din nou candidatul principal al SPD. Cu această ocazie, SPD a primit 24,5% din voturi (cel mai slab rezultat al partidului în Saarland ). CDU a pierdut 13 %; Partidul de Stânga a fostului prim-ministru SPD Lafontaine a primit 21,3 % (față de 2,3% în alegerile precedente). Maas a purtat după alegeri discuții cu Stânga și cu Alianța 90/Verzii, cu scopul de a forma o coaliție roșu-roșu-verde care să ducă la constituirea unui guvern sub conducea sa. Verzii ( ecologiștii) au preferat mai târziu să aleagă o coaliție numită Jamaica ( datorită culorilor partidelor aliate - negru, verde,galben,) cu CDU și FDP ( creștin-democrații și liberalii).
După demisia lui Peter Müller din funcția de prim-ministru, Maas și ministra asistenței sociale Annegret Kramp-Karrenbauer (CDU) au canditat pentru ocuparea postului devenit vacant.
Deși pe 10 august 2011, toți cei 27 de deputați din coaliția de guvernare au fost prezenți iar SPD și Stânga aveau doar 24 de membri, Maas a primit în primul tur de scrutin 25 de voturi. Deoarece Kramp-Karrenbauer a obținut de asemenea 25 voturi, a fost necesar un al doilea tur al alegerilor. Și de această dată, Maas a primit 25 de voturi, Kramp-Karrenbauer a întrunit 26 de voturi și a fost aleasă, prin urmare, prim-ministra landului.
Kramp-Karrenbauer a declarat pe 6 ianuarie 2012, ca fiind încheiată coaliția dintre CDU, FDP și Alianța 90/Verzii. Discuțiile de tatonare din 18 ianuarie 2012,dintre CDU și SPD, pentru a forma un nou guvern, nu au dus la niciun rezultat. Pentru alegerile din 25 mai, Maas a fost ales ca principalul candidat al partidului, devenind astfel, din nou, adversarul lui Kramp-Karrenbauer. Un congres la nivel de land a confirmat nominalizarea sa pe 18 februarie. La alegerile anticipate, SPD a urcat pe locul doi în alegeri, în urma CDU. Maas a recomandat, în conformitate cu declarația sa făcută înainte de alegeri, să se înceapă negocierile pentru formarea unei coaliții cu CDU.
Acordul coaliției a fost aprobat pe 3 mai 2012 de către forurile partidelor CDU și SPD iar pe 8 mai a fost semnat de Maas și Kramp-Karrenbauer. Pe 9 mai 2012 a fost aleasă în cadrul parlamentului local prim-ministra landului. Atunci a fost prezentat și aprobat noul guvern, în cadrul căruia Maas ocupa postul de ministru al economiei, muncii, energiei și tranporturilor. Totodată, el era și viceprim-ministru.

### Cariera politică la nivel federal (din 2013)

#### Ministrul federal pentru justiție și protecția consumatorului (2013–2018)
După evaluarea unui sondaj ai membrilor SPD pentru aprobarea Marei coaliții, Maas a fost prezentat pe 14 decembrie 2013, ca viitorul ministru federal al justiției și protecției consumatorului. Comitetul executiv al SPD l-a confirmat iar Sigmar Gabriel l-a prezentat. Pe 17 decembrie 2013 Maas a fost numit oficial în funcție de către Președintele Federal Joachim Gauck, iar apoi a depus jurământul în parlament. Locul său în legislativul landului a fost luat de către Stefan Krutten, pe 15 ianuarie 2014.

#### Ministrul federal de externe (din 2018)
Maas a fost ales in Bundestag la alegerile din 2017 pe lista comună a SPD din Saarland. În circumpscripția electorală din Saarlouis a ieșit după Peter Altmaier. După formarea unei noi mari coaliții, comitetul executiv al SPD a anunțat pe 9 martie 2018, faptul că Maas va fi noul ministru de externe. Pe 14 martie 2018, el a fost numit de către Președintele Republicii, Frank-Walter Steinmeier, Ministrul Federal al Afacerilor externe în Cabinetul Merkel IV. 

## Luări de poziție

### Drept penal
În februarie 2014 Maas a anunțat, printre altele, că legea în care sunt definite caracteristicile unei crime, ar trebui reexaminată. Aceasta nu ar mai fi, din punctul său de vedere, în conformitate cu sistematica codului penal. În acest scop, un grup de experți ar trebui să se pronunțe.
După moartea lui Tuğçe Albayrak, în spațiul public au avut loc discuții ample pe tema delicvenței juvenile. Studenta de origine turcă, în vârstă de 22 de ani, a fost lovită de un recidivist, de origine sârbă, iar ulterior, în urma leziunilor suferite, a decedat. Maas s-a pronunțat în favoarea înăspririi dreptului penal în ceea ce privește tineretul și a cerut din partea cetățenilor mai mult curaj civil.
În ianuarie 2015, după atacul de la Charlie Hebdo, Maas a anunțat un nou set de măsuri împotriva terorismului, care printre altele, stabilea ca infracțiune sprijinul financiar pentru organizațiile teroriste, ca de exemplu, prin donații. În acest fel, Maas se conforma unei rezoluții a Consiliului de securitate al ONU, din septembrie 2014. În același timp, el a refuzat în continuare păstrarea datelor personale, pe motiv că acest fapt este de natură să încalce drepturile fundamentale.
Maas a prezentat în martie 2016 primul său proiect cu privire la reformarea anumitor paragrafe care se refereau la crimă. Conform acestui fapt, este posibilă o reducere a sentinței de până la cinci ani dacă făptuitorul a acționat "din disperare" pentru a "se elibera pe sine sau pe o persoană apropiată lui dintr-o situație conflictuală aparent fără ieșire" de o "insultă gravă" (§ 213) sau datorită unei "maltratări (...) ce a dus la mânie" sau dacă a fost afectat de o "criză de furie violentă". În plus, proiectul își propunea să redefinească caracteristicele crimei cu premeditare iar în ceea ce privește omorul calificat, se dorea o redenumire și o mai bună precizare a motivațiilor acestuia atunci când este făcut în scop material, sexual sau deliberat.
Cu privire la streaming-ul mass-media, Maas a afirmat, în ianuarie 2014, că simpla vizualizare de videoclipuri, care au ajuns în mod ilegal pe Internet, nu este o infracțiune.

### Legislația privind mass-media

#### Protejarea informațiilor
Pe 18 decembrie 2015 este introdus în codul penal german articolul 202d. Acesta se referă la datele private care nu sunt accesibile publicului larg. Scopul este de a proteja confidențialitatea acestor date. Criticii, inclusiv Reporteri fără frontiere, au văzut acest lucru ca pe un pericol pentru jurnalism. Acest articol ar descuraja și ar incrimina bloggerii și jurnaliștii. Aceștia, împreună cu diferite organizații pentru drepturile civile au depus o contestație la Curtea Constituțională.

#### Legea privind dreptul la corecta informație
Guvernul marii coaliții ( CDU-SPD) a depus în parlament proiectul de lege propus de către ministrul federal al justiției,Heiko Maas. Prin această lege se dorea , potrivit declarațiilor lui Maas, stoparea urii, a incitării la ură și a rapoartelor false pe internet. Studiul pe care Heiko Maas l-a folosit ca bază pentru elaborarea legii este, potrivit profesorului de drept mass-media Marc Liesching o "evaluare făcută de niște amatori".
Reporteri fără frontiere și alți critici au vorbit despre "un foc de paie" și au avertizat că "dreptul fundamental al libertății presei și al liberei exprimări pot fi extrem îngrădite." În aprilie 2017, o alianță formată din diferite asociații din industrie, politicieni, activiști pentru drepturile civile, oameni de știință și avocați a pornit protestul împotriva acestei legi. Într-un Manifest au avertizat asupra "consecințelor dezastruoase pe care le poate avea asupra dreptului la libera exprimare". Raportorul special al ONU pentru libertatea de exprimare a criticat proiectul de lege, spunând că reprezintă o amenințare la adresa drepturilor omului.

### Politica privind datele confidențiale
În ianuarie 2014, Maas a declarat că stocarea datelor cetățenilor nu reprezintă o prioritate pentru el, dorind să aștepte decizia Curții Europene de Justiție. După alegerile federale din 2013, Maas a devenit în cursul anilor 2014 și 2015, unul dintre cei mai puternici susținători în cadrul SPD, ai legii păstrării datelor.
Ca ministru federal al justiției, Maas a propus în luna mai 2015, un proiect de lege privind reintroducerea politicii de stocarea a datelor, în ciuda preocupărilor multor specialiști în dreptul constituțional, asta după ce legea anterioară fusese declarată ca nefiind conformă cu legea de bază (Constituția) de către Curtea federală constituțională.
La începutul lunii octombrie 2015, Curtea Europeană de Justiție a decis că acordul privind transferul datelor între UE și Statele Unite nu este în conformitate cu legislația UE. Maas a salutat hotărârea, în acest fel respectându-se drepturile fundamentale ale cetățenilor europeni.
În același timp, el a cerut Comisiei Uniunii Europene să negocieze un nou acord privind protecția datelor care să respecte standardele europene. Acest lucru sugerează că Maas nu are planificată în acest domeniu nici o activitate politică, deși aceasta este una dintre cele mai importante domenii de activitate ale ministerului său.

### Reprezentarea femeilor în consiliile de administrație ale companiilor
Într-un interviu din Spiegel, Maas a declarat în 2015, că este de acord cu o cotă minimă stabilită prin lege privind numărul femeilor prezente în consiliile de administrație ale companiilor listate la bursă. Procentul de 30% în consiliile de administrație l-ar dori pus în aplicare cât mai repede posibil.

### Acordul de liber schimb
Maas a cerut într-un interviu în luna iunie 2015, ca parlamentele naționale să-și dea acordul prin vot asupra acordului de liber schimb TTIP cu America.

### Luarea de poziție în privința chiriilor
Cu așa-numita stopare a măririi chiriilor se dorea o prevenire a "creșterii excesive a prețurilor în zonele metropolitane". Inițial, acest lucru se dorea a fi aplicat și în cazul locuințelor noi. Exista doar o excepție care se aplica doar în cazul primei închirieri a apartamentelor noi construite. Maas a dat de înțeles în luna iulie a anului 2014, că ar dori să schimbe acest fapt. Se dorea în schimb, ca toate clădirile noi în general, să fie excluse de la regulă,astfel încât dorința de a investi în construcția de locuințe să se mențină. Această poziție a adus multe critici, cum ar fi cele din partea Alianța 90/Verzii, care vedeau în acest fapt o înmormântare a politicii de stopare a creșterii chiriilor.
Aceeași lege prevede că taxele datorate agenților imobiliari pentru un nou contract de închiriere, să fie plătite pe viitor de către cel care a apelat la serviciile lor (principiul ordonator). La scurt timp după prezentarea legii, un chiriaș a trebuit să plătească comisionul cuvenit agentului imobiliar pentru o locuință ce aparținea lui Maas, cu toate că Maas a apelat la agenția imobiliară. El a argumentat că legea nu este încă în vigoare. După ce mass-media a dezvăluit acest caz, Maas a returnat banii primiți de la chiriaș.

## Critici si controverse

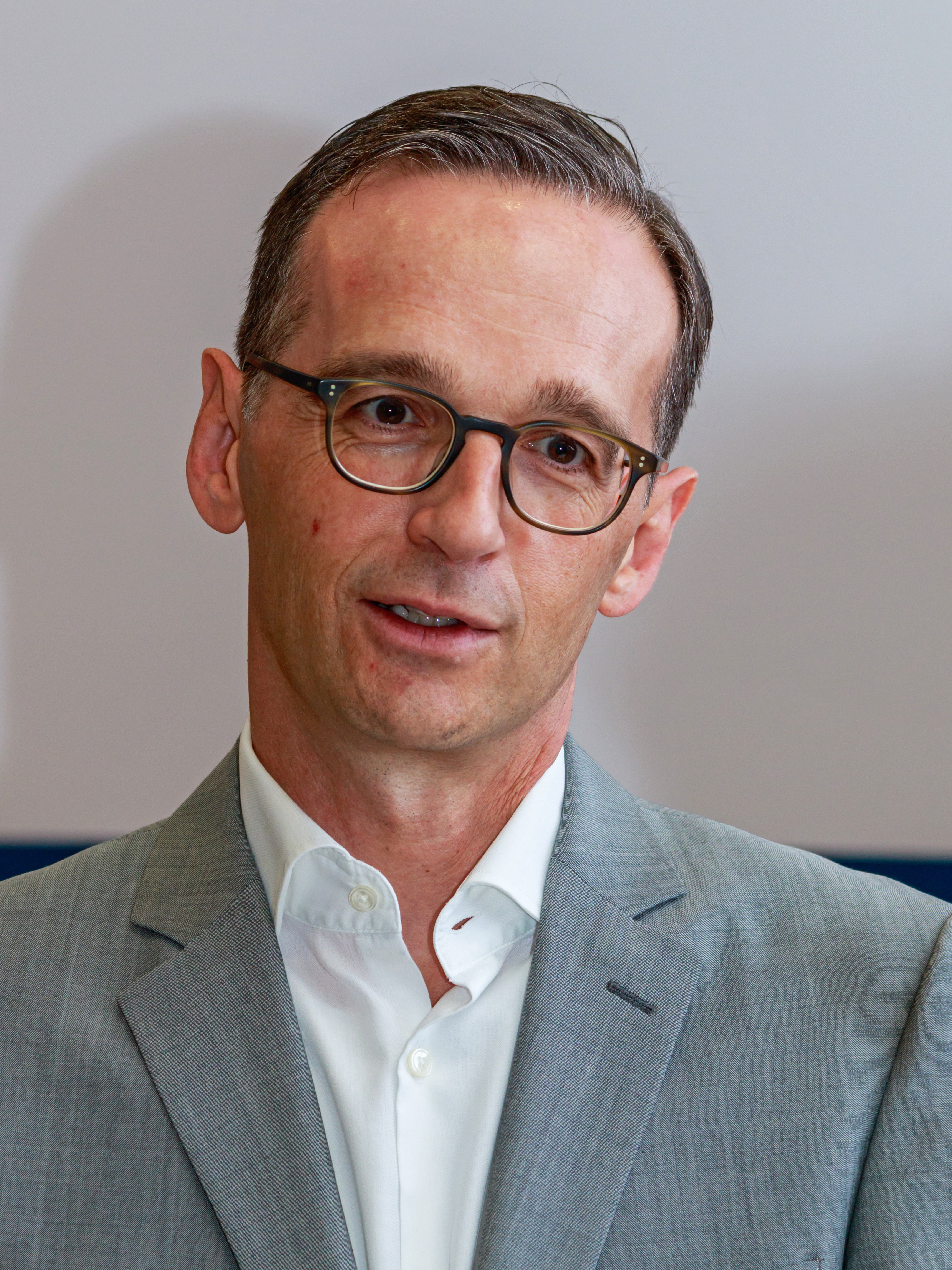
Heiko Maas (2015)

La începutul anului 2015, Oficiul Federal pentru protecția Constituției (BfV) a depus o plângere împotriva persoanelor necunoscute privind suspiciunea de trădare a secretelor făcută de către jurnaliștii blog-ului Netzpolitik.org care citau documentele interne ale BfV cu privire la analizarea masivă a diferitelor documente din internet.Președintele BfV Hans-Georg Maaßen a calificat acest lucru ca pe o trădare a secretelor de stat. După o examinare preliminară a documentelor, Procurorul general Federal, Harald Range, a pornit în mai 2015, o anchetă împotriva celor doi Netzpolitik-Blogger Markus Beckedahl și André Meister. Ministerul Federal de interne și Ministerul Federal al justiției ar fi fost informate asupra acestui fapt.
Opinia publică a aflat de acest fapt abia la sfârșitul lunii iulie 2015, în timp ce acuzații au fost informați despre procedura pornită împotriva lor. Criticii l-au acuzat pe Procurorul General că nu ține cont de libertatea presei. Ulterior, Ministrul Federal al justiție Maas s-a distanțat de Range, exprimțndu-și îndoiala că documentele publicate ar fi "un secret de stat, a cărui publicare, ar reprezenta un pericol grav la adresa securității externe a Republicii Federale Germania". Pe 4 august 2015, Range s-a plâns în mod public asupra amestecului "intolerabil" al politicii asupra independenței sistemului judiciar. "A influența o anchetă în curs deoarece posibilul rezultat nu ar fi avantajos politicului", nu este de acceptat. "Libertatea presei și libertatea de exprimare, se aplică și în internet, însă cu toate acestea, nu este nelimitată. A vegha asupra acestor lucruri este treaba unei justiții independente, nu a politicului". La scurt timp după aceasta, ministrul federal de justiție l-a pensionat pe Range anticipat. Maas a declarat că l-a informat pe Range că "încrederea în capacitatea acestuia de a ocupa poziția de procuror general este compromisă total."
După această demitere au urmat numeroase acuzații penale împotriva lui Maas, astfel încât procuratura din Berlin a examinat dacă există, suspiciunea inițială de obstrucționare a justiției. Asociația Federală a judecătorilor și procurorilor de la Curtea Federală de justiție a informat judecătorii federali Harald Reiter și Christian Tombrink în primul comunicat de presă de la fondarea Asociației, că există "indicii privind obstrucționarea ilegală a investigațiilor procurorului general federal". S-a creat impresia, "că s-a intervenit în anchetele procedurale în curs de desfășurare pentru a obține un anumit rezultat - politic dorit - printr-un control specific al dovezilor". Președintele Federației germane a ofițerilor criminaliști, André Schulz, a fost de părere că Maas "a discreditat public activitatea procuraturii și a distrus încrederea într-o urmărire obiectivă."
Maas a negat întotdeauna acuzația procurorului general Harald Range precum că secretara sa de stat Stefanie Hubig l-ar fi îndemnat pe Range să nu mai alcătuiască un raport care să clarifice,dacă Netzpolitik.org ar fi dezvăluit secrete de stat sau nu. Pe 2 septembrie 2016, cu două zile înainte de alegerile de land Mecklenburg - Pomerania Inferioara, Der Spiegel a citat dintr-o notă care ar confirma versiunea lui Range. Și procuratura din Berlin a ajuns, de asemenea, la concluzia că, în martie 2016, Hubig ar fi dat instrucțiunile mai sus amintite.

## Guverne
- Guvernul Klimmt
- Guvernul Kramp-Karrenbauer II
- Guvernul Merkel III
- Guvernul Cabinet IV

## Premii
- Israel-Jacobson premiu al Uniunii evreilor progreșiști (2014)[56]
- Cadoul de amintire al Comitetului Internațional Auschwitz (2015)[57]
- GQ cel mai bine îmbrăcat, Bărbatul cel mai bine îmbrăcat (2016)[58]